# William Doherty

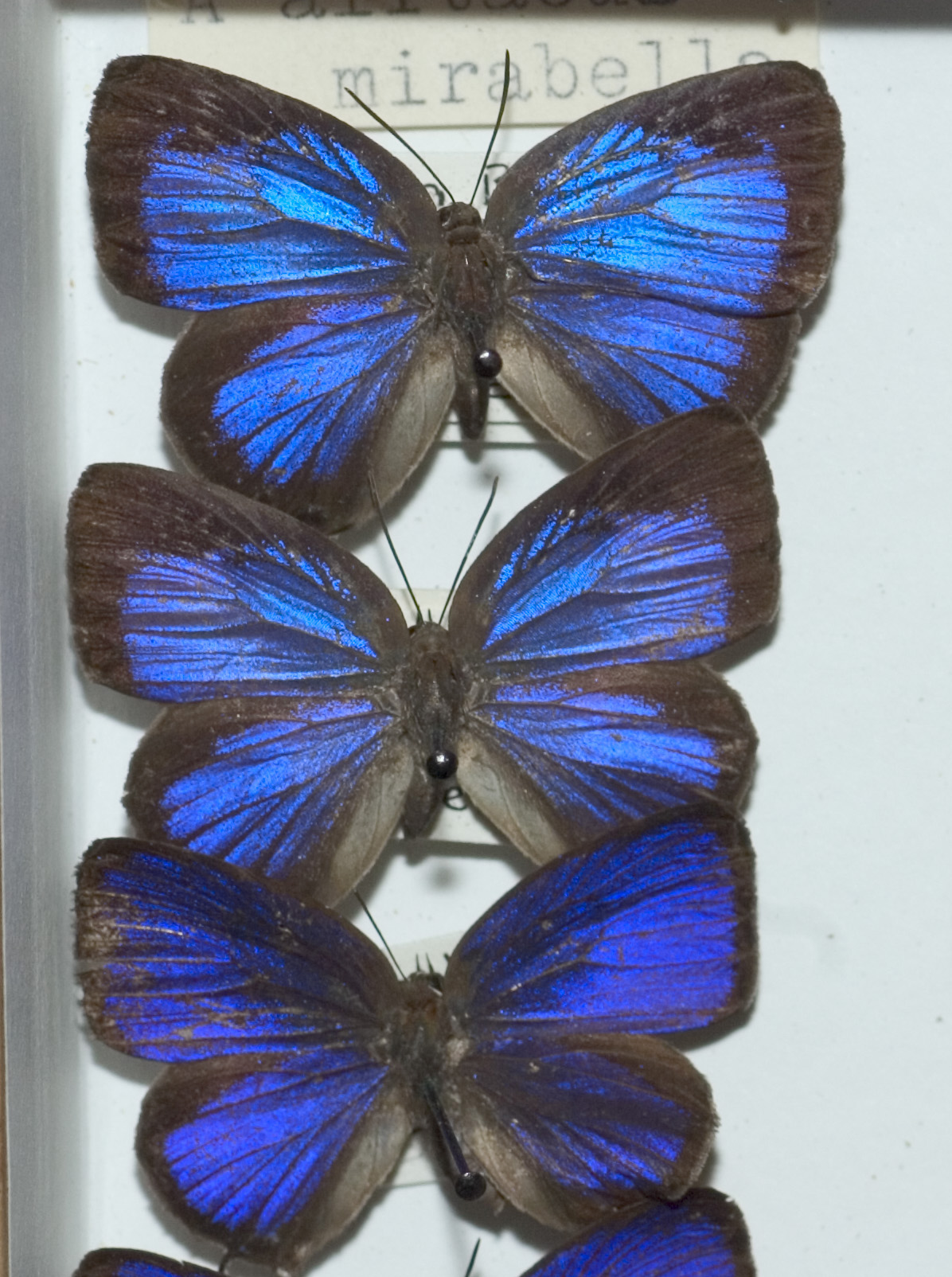
Arhopala alitaeus mirabella, door Doherty beschreven in 1889

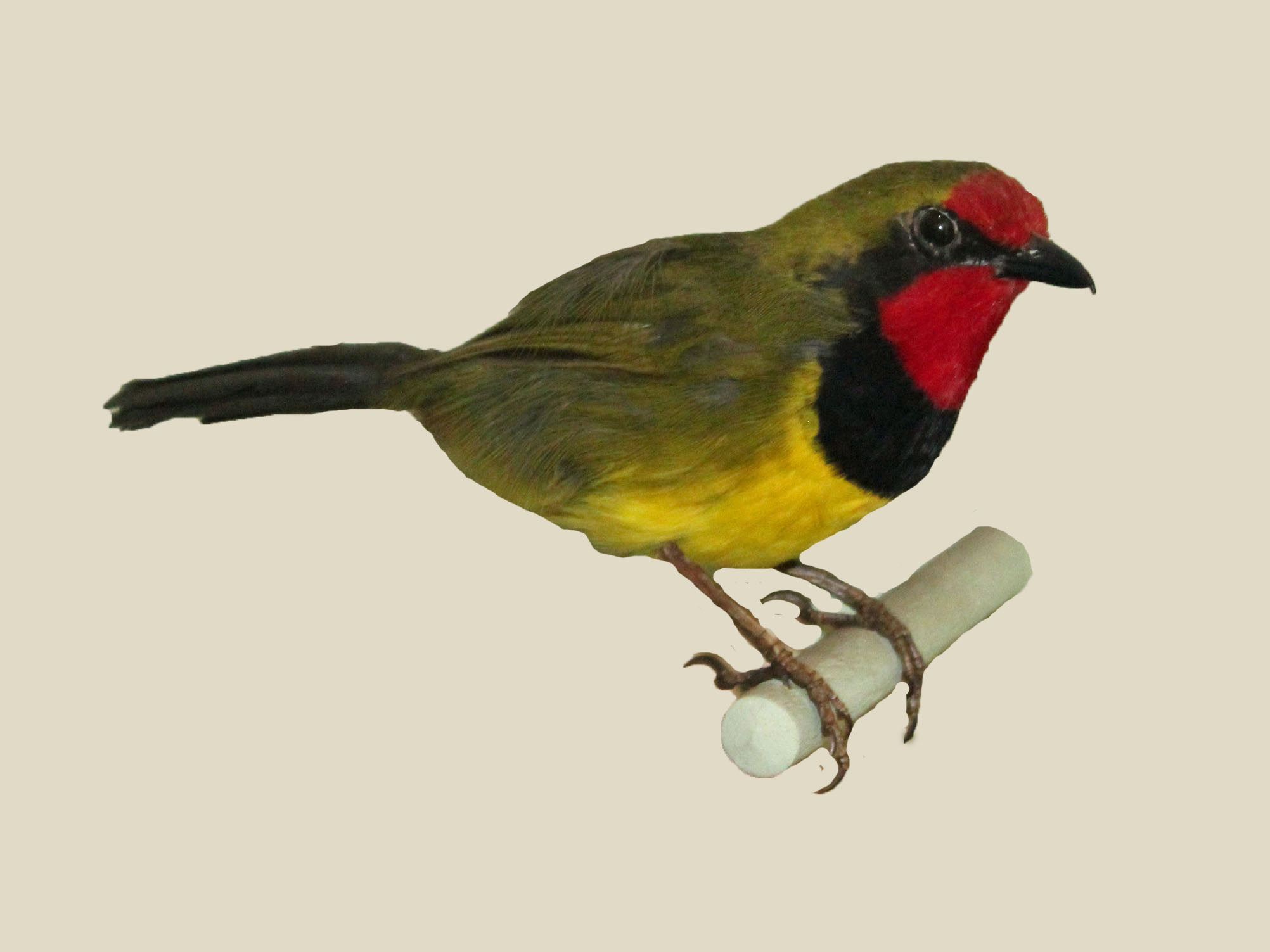
Doherty's bosklauwier

William Doherty (Cincinnati, 15 mei 1857 – Nairobi, 25 mei 1901) was een Amerikaans entomoloog, gespecialiseerd in vlinders (Lepidoptera), en later ook een verzamelaar van vogels voor het Tring Museum van Lionel Walter Rothschild.
Doherty reisde van 1877 tot 1881 door Europa, het Midden-Oosten en Perzië. In 1882 trok hij door de Himalaya naar Brits-Indië, waar hij voor het eerst ernstig met het verzamelen van vlinders begon. Tot 1893 doorkruiste hij Zuid- en Zuidoost-Azië en de Indische Archipel om vlinders te verzamelen. Hij zond zijn collecties naar diverse musea en privéverzamelaars, en publiceerde zelf enkele wetenschappelijke artikels. Hij beschreef onder meer de nieuwe vlindergeslachten Phengaris, Flos en Araotes.
In 1893 keerde hij via Europa terug naar de Verenigde Staten. Twee jaar later reisde hij opnieuw naar Engeland, waar hij het Tring Museum bezocht. Lionel Walter Rothschild en Ernst Hartert konden hem overhalen om voor het museum vogels te gaan verzamelen. Daarop vertrok hij opnieuw naar Azië, waar hij in de Indische archipel talrijke vogels schoot voor het Tring Museum. Hij keerde voor een korte poos terug naar Amerika en vertrok in 1900 naar Brits-Oost-Afrika om er vlinders en vogels te gaan verzamelen. Daar stierf hij in mei 1901 aan dysenterie.

## Soorten naar hem genoemd
Een aantal van de nieuwe soorten vogels die Doherty verzamelde, zijn naar hem genoemd:
- Ducula lacernulata williami - Javaanse muskaatduif (orig.: Carpophaga williami, "named in honour of my friend William Doherty" door Ernst Hartert.[1])
- Geocichla dohertyi - soembawalijster
- Lophozosterops dohertyi - Doherty's bergbrilvogel
- Coracina dohertyi - soembarupsvogel
- Ptilinopus dohertyi - roodnekjufferduif
- Telophorus dohertyi – Doherty's bosklauwier

Vlindersoorten die naar hem zijn genoemd zijn onder meer Troides dohertyi (orig.: Ornithoptera dohertyi), Macroglossum dohertyi en Ambulyx dohertyi.